# Lars Lannfelt
Lars Gunnar Lannfelt, född 12 juni 1949, är en svensk medicinsk forskare.
Lars Lannfelt disputerade 1990 vid Karolinska Institutet, och blev senare professor i geriatrik vid Uppsala universitet.
Hans forskargrupp i Uppsala var inriktad på molekylär geriatrik, och studerar de molekylära mekanismerna bakom Alzheimers sjukdom och andra demenssjukdomar.
Alzheimers sjukdom orsakas av att proteinet amyloid-beta veckar sig fel och bildar protofibriller som skadar nervcellerna. Lars Lannfelt lyckades redan på 90-talet visas att profibrillerna spelade en viktig roll i sjukdomsförloppet. Han upptäckte det genom studier av en norrländsk släkt med en ärftlig mutation som gav ökad risk för Alzheimers. Han kunde se att familjen hade en förändring i arvsmassan, kallad ”den arktiska mutationen”, som ledde till en ökad bildning av protofibriller. Upptäckten gav honom idéer om hur sjukdomen skulle kunna behandlas.
Lars Lannfelt invaldes 2004 som ledamot av Kungliga Vetenskapsakademien. Han är en av grundarna av det medicinska forskningsföretaget BioArctic, som arbetar med bland annat Alzheimers sjukdom.
Den amerikanska läkemedelsmyndigheten FDA godkände i januari 2023 den svenskutvecklade monoklonala antikroppen lekanemab för behandling vid Alzheimers sjukdom. Lekanemab bygger på en upptäckt av Lars Lannfelt. Hans företag Bioarctic har stått för den tidiga utvecklingen av antikroppen. Därefter har japanska Eisai tagit arbetet vidare tillsammans med amerikanska Biogen.
I dag är det över 20 000 patienter som behandlas med lekanemab − det första läkemedlet på marknaden som i kliniska studier visat sig bromsa sjukdomsförloppet vid Alzheimers sjukdom.